# 依用
依用（えよう）とは、法域外の法律を、別の法域においてそのまま適用することをいう。
大日本帝国統治下の外地（台湾、朝鮮、樺太、関東州、南洋群島）において、内地の法律の一部が当該外地に依用された。また、韓国においては、独自の法律が施行されるまでの間、日本の法律が引き続き依用されていた。

## 法制の概要
外地のうち、台湾、朝鮮及び樺太は、完全に大日本帝国統治下であり、大日本帝国憲法が適用されるとされつつ、既に存在する慣習法や制度を無視できない等の事情から、内地と同一の法令をそのまま適用することが困難であったため、外地法と呼ばれる法体系が形成された。
外地に施行すべき法令に関する法律である「外地法令法」が、台湾、朝鮮、樺太についてそれぞれ制定された。この「外地法令法」のように外地に特に施行する目的で制定された法律は、直接外地に施行され、そのほかの外地に施行する必要がある法律については、勅令によりその全部又は一部を施行することとされた。
一方、関東州及び南洋群島においては、これらが租借地ないし委任統治地域である関係上、大日本帝国憲法が適用されず、そのため「外地法令法」は制定されず、専ら勅令により立法権が行使された。
台湾、朝鮮においては外地法令法に基づく委任立法として台湾総督・朝鮮総督は、法律の効力を有する命令（台湾：律令、朝鮮：制令）を発する立法権が付与された。樺太では、委任立法の制度は認められず、内地の法律が勅令により施行されたが、特定の事項については勅令で特別の定めをすることができるとされた。

## 法律の依用
このように、外地においては内地の法令が例外的に適用される場合を除き、勅令又は委任立法である律令、制令において、実質的に内地の法律と共通性を有する内容を規定する場合には、内地に行われる法律に「依る」べき旨を定めることがしばしば行われた。これが「法律の依用」であり、外地法独自の規定の仕方である。
「法律の依用」を行った律令・制令、勅令は、内容が同一であっても依用される内地の法律とは別個の存在であり、法律の効果が直接外地に及ぶものではないとされた。このため、内地の法律に改正があった場合には、特別な規定がある場合を除き、改正後の法律が適用されることとする律令・制令、勅令がそれぞれ定めらた。
・「律令ノ規定ニ依リ本島ニ適用セラルル法律ノ改正アリタルトキノ効力ニ関スル件」（明治32年律令第21号）
・「制令ニ於テ法律ニ依ルノ規定アル場合ニ於テ其ノ法律ノ改正アリタルトキ効力ニ関スル件」（明治44年制令第11号）
・「関東州ニ於ケル勅令ニ於テ法律ニ依ル規定アル場合ニ於テ其ノ法律ノ改正アリタルトキノ効力ニ関スル件」（明治44年勅令第249号）
・「南洋群島ニ行ハルル勅令ニ於テ法律ニ依ルノ規定アル場合ニ於テ其ノ法律ノ改正アリタルトキノ效力ニ関スル件」（大正11年勅令第130号）
また、勅令で内地法令を適用するとした場合は、その適用を廃止することはできないが、依用は、その後に依用をやめることができた。